# Georg Freiherr von Bülow
Georg Wilhelm August Freiherr von Bülow (* 17. Juni 1872 in Aurich; † 5. Juni 1954 in Rottenburg) war ein deutscher Fregattenkapitän der Kaiserlichen Marine und Gründer der Marine-Offizier-Hilfe.

## Leben
Georg Freiherr von Bülow war er Sohn vom späteren Senatspräsidenten beim Reichsgericht Karl Friedrich Julius von Bülow (1834–1910) und Agnes, geb. Kannengießer (1847–1915).
Georg Freiherr von Bülow trat im April 1891 in die Kaiserliche Marine ein. Später war er bis September 1914 Vorstand der Marinenachrichtenstation Tandruphügel und war dann bis Mai 1915 zur Verfügung der Marinestation der Ostsee. Er kam dann bis Februar 1916 zum Reichsmarineamt. Anschließend war er bis August 1918 zur Verfügung der Nachrichtenabteilung beim Admiralstab der Marine in Berlin. Hier war er am 16. September 1916 zum Fregattenkapitän befördert worden. Aus der Verfügung heraus war er bis November 1916 Leiter der Nachrichtenstation Libau und Mitau. Bis August 1918 war er Leiter der Nachrichtenstation Bukarest und war bis Kriegsende in den Stab der Hochseestreitkräfte kommandiert.
Auf seine Initiative hin entstand am 12. November 1918 in Wilhelmshaven die Marine-Offizier-Hilfe (M.O.H.), eine Selbsthilfeorganisation nach dem Grundsatz „Zusammenstehen zur gegenseitigen Hilfe für die Zukunft, Besorgung von Stellungen für die Mitglieder.“ Der Name wurde 1921 in Marine-Offizier-Verband (M.O.V.) geändert. Bis März 1919 hatte er den Vorsitz inne und gab diesen dann an Fregattenkapitän Siegfried Westerkamp ab. Der MOV besteht bis heute.
Georg Freiherr von Bülow heiratete am 2. April 1903 in Görlitz Eva, geb. von Pogrell, verw. Krüger († 1906). Das Paar hatte Zwillinge (* 1904). Am 7. April 1908 heiratete er Elisabeth von Pogrell (* 1880). Er war Herr auf Götzdorf bei Stade.